# Лин-ди (Хань)
Сяолин-ди (кит. трад. 孝靈帝) или коротко Лин-ди (кит. трад. 靈帝), личное имя Лю Хун (кит. трад. 劉宏, 156 — 13 мая 189) — одиннадцатый император китайской империи Восточная Хань.
Его правление было продолжением господства евнухов. В это время Чжан Жан и его сообщники доминировали на политической сцене после получения преобладания над Императрицей Доу, её отцом Доу У и их союзником, конфуцианским учёным Чэнь Фанем (陳蕃) в 168 году. Лин-ди даже в зрелом возрасте не интересовался делами государства, предпочитая развлекаться с женщинами и вёл праздную жизнь. В то же время коррупция и продажа должностей настолько распространились, что вызывали недовольство и бунты по всей стране.
Лин-ди умер после 21 года правления в 189 году, ему было 34. Сразу после его смерти власть попала в руки Дун Чжо, который презирал его. Императора не уважали после смерти.
В его правление империя Хань ослабла. После его смерти империя распалась на части и военачальники сражались друг с другом за власть, пока сын Лин-ди Сянь-ди не отрёкся в пользу Цао Пи, что стало началом Троецарствия. (См. Конец империи Хань.)

## Происхождение и восшествие на престол
Лю Хун был наследственным Цзедутинским хоу. Он был хоу в третьем поколении, так его отец Лю Чан (劉萇) и дед Лю Шу (劉淑) имели этот титул до него. Его прадедом был Лю Кай (劉開), князь Хэцзяня и сын императора Чжан-ди. Его мать госпожа Дун была женой Лю Чана.
Когда Хуань-ди умер в 168 году, не оставив сыновей, его жена Императрица Доу Мяо стала вдовствующей императрицей и регентом, и она призвала семью Лю (клан Императоров Хань) выбрать кандидатуру. По неизвестным причинам, её помощник Лю Шу (劉儵) рекомендовал хоу Хуна, и после консультаций со своим отцом Доу У и чиновником-конфуцианцем Чэнь Фанем, Доу выбрала императором 12-летнего Лю Хуна. Доу стала регентом. Лин-ди посмертно провозгласил отца и деда императорами, а бабушку императрицей. Поскольку должность вдовствующей императрицы занимала Доу, мать Лин-ди получила статус (фиктивно) императорской наложницы.

## Первый этап правления 168—178 годы
Доу У и Чэнь стали самыми влиятельными лицами в Имперском правительстве, и они пытались очистить правительство от евнухов. Позже, в 168 году, они предложили уничтожить самых могучих евнухов, но эти предложения были отклонены. Тем не менее, слухи достигли евнухов, и они выкрали императрицу Доу и взяли юного императора под стражу (ему сказали, что это только для его безопасности), Чэнь был казнён. Доу У пробовал сопротивляться — безрезультатно, он совершил суицид. Клан Доу был вырезан. Власть получили евнухи Цао Цзе (曹節) и Ван Фу (王甫).
После уничтожения семьи Доу, в 169 году, Лин-ди провозгласил свою мать, госпожу Дун, вдовствующей императрицей, хотя арестованная Доу также оставалась вдовствующей императрицей. Семья Дун получила доступ в правительство, но решающего влияния не имела. В том же году евнухи убедили Лин-ди в том, что «партизаны» (то есть конфуцианцы — чиновники и студенты, которые их поддерживают) планируют заговор против него, и Лин-ди многих приказал казнить; других полностью лишили гражданских прав, это стало известно как второе Несчастье заточения сторонников. (Первое было при Хуань-ди).
В 172 году, императрица Доу умерла. Евнухи хотели похоронить её просто как жену Хуань-ди, но Лин-ди приказал хоронить её со всеми почестями и рядом с Хуань-ди. После её смерти вандалы написали на дверях дворца:
Всё под небесами (Поднебесная) содрогнулось. Цао и Ван убили вдову императрицу. Важные чиновники знают, как всё было, но, так как они чиновники, то ничего не скажут.
Взбешённые евнухи арестовали больше 1000 человек. но так и не нашли виновного. В этом году евнухи ложно обвинили императорского брата Лю Ли (劉悝), вана Бохая, в государственной измене, и он совершил самоубийство. Все его домочадцы: жена, дети, наложницы, слуги, зависимые чиновники — все были казнены. Евнухи брали много взяток, люди облагались всё большим налогом. Возмужавший Лин-ди был безразличен к произволу евнухов. В 177 году сяньби нанесли Империи крупное поражение, одной из причин было то, что казна опустела из-за воровства евнухов.
В 178 году жена Лин-ди императрица Сун, которая стала императрицей в 171 году, но любимой не была, стала жертвой евнухов. Её тётя леди Сун была женой вана Ли, и евнухи боялись того, что она решит мстить за тётю. Они вместе с наложницами обвинили её в колдовстве против императора. Лин-ди поверил им и сослал Сун. В заточении она умерла. Её отец Сун Фэн (宋酆) и её братья все были казнены.

## Второй этап правления 178—183 годы
В 178 году Лин-ди провёл реформы, подорвавшие авторитет правительства, и нанесли вред народу — он сделал все должности покупными. Те, кто приобретали должность, становились невероятно коррумпированными в своей службе, фактически, Лин-ди поощрял взятки, потому что он позволил тем, у кого не было много денег для покупки поста, часть платить сразу, а остальное после получения должности.
В 180 году Лин-ди назначил наложницу Хэ новой императрицей, а её брата Хэ Цзиня сделал важнейшим чиновником в правительстве. (По легенде, её семья заплатила евнухам, которые предложили Хэ в наложницы.) Она стала императрицей по той причине, что родила императору сына Лю Бяня (劉辯).
В эти годы Лин-ди тратил много средств на создание дворцовых садов. Чтобы окупить расходы, он приказал наместникам и князьям отправлять дань ему лично. Из-за этого чиновники стали ещё больше воровать. Тем не менее, он иногда слушал хорошие советы, но не следовал им всё время. Честные чиновники разуверились в возможности убедить Лин-ди поступать благоразумно, хотя он был довольно внушаем, но чаще поступал вопреки хорошим советам.

## Восстание жёлтых повязок
Основная статья: Восстание жёлтых повязок
Ещё во время правления Хуань-ди началась волна эпидемий, и к началу 180-х годов уже при Лин-ди она достигла пика. В это же время по Римской империи прошла «Антонинова чума», от которой умер римский император Марк Аврелий. Вместе с эпидемиями росла популярность нетрадиционных религиозных культов, обещавших исцеление через снадобья, заклинания или покаяние в грехах. Деятельность этих культов зачастую переходила в открытые восстания.
До 183 года в Империи создавалось и крепло мощное даосское движение, зародившиеся в провинции Цзи (冀州, центральный Хэбэй) — секта Тайпин (太平教, учение великого равенства), возглавляемая Чжан Цзяо (張角), который, по слухам, мог чудесным образом исцелять людей. К 183 году его учение и последователи распространились в восьми провинциях — Цин (青州, центральный и восточный Шаньдун), Сюй (徐州, северный Цзянсу и Аньхой), Ю (幽州, северный Хэбэй, Ляонин, Пекин, и Тяньцзинь), Цзи, Цзин (荊州, сейчас Хубэй и Хунань), Ян (揚州, южный Цзянсу и Аньхой, Цзянси, и Чжэцзян), Янь (兗州, западный Шаньдун), и Юй (豫州, центральная и восточная Хэнань). Государственные министры узнали о распространённости секты и предложили разгромить её, но Лин-ди не прислушался к совету.
Чжан фактически планировал восстание. Он назначил 36 военачальников, создал тайное правительство и издал указ:
Голубое небо мёртво. Наступает время жёлтых небес. В год Цзяньцзы. Мир будет благославлён.
(По китайскому шестидесятилетнему циклу календаря, 184 год был первым годом нового цикла, известного как Цзяньцзы). Чжан и его сторонники писали цзяньцзы белым тальком везде, где это было возможно, включая двери правительственных зданий в Лояне и других городах. Один из командиров Чжана, Ма Юаньи (馬元義) договорился с двумя главными евнухами, о свержении династии Хань.
В начале 184 года заговор был раскрыт, Ма был арестован и казнён. Лин-ди приказал арестовать и казнить членов секты Тайпин, и Чжан объявил о немедленном восстании. Каждый член восстания надел жёлтый тюрбан. За один месяц восстание охватило большие территории. По предложению евнуха Люй Цяна (呂強), который симпатизировал партизанам, Лин-ди объявил, что помилует тех, кто добровольно откажется от жёлтой повязки. (Люй позже покончил с собой из-за обвинений в измене).
Лин-ди направил своих полководцев против жёлтых повязок, особенно отличились: Хуанфу Сун (皇甫嵩), Цао Цао (曹操), Фу Се (傅燮), Чжу Цзюнь (朱儁), Лу Чжи (盧植) и Дун Чжо (董卓). Ключевое значение имело то, что против жёлтых повязок вышли войска из провинции Лян (涼州, сейчас Ганьсу), которые были закалены в подавлении восстаний цянов. Позже, в 184 году, Чжан Цзяо был убит, а основные силы жёлтых повязок рассеялись, хотя не были побеждены. Настало время вернуть правительственные войска, и Лин-ди решил организовать провинциальные армии. На самом деле в провинциях ещё существовали отряды самообороны, которые оказывали сопротивление не только восставшим, но и имперской армии. Фактически они были независимы от воли Лин-ди.

## Последние годы правления 184—189 годы
Даже восстание не заставило Лин-ди стать менее расточительным и бороться с коррупцией. Он повышал налоги и продавал должности, поэтому восстание не затихало.
В 188 году, по предложению Лю Яня (劉焉), Лин-ди провёл реформу управления, в результате которой во главе гражданской и военной администрации в провинциях встали губернаторы, все провинциальные чиновники теперь подчинялись не правительству, а губернаторам.
В 189 году Лин-ди тяжело заболел, встал вопрос о наследнике. Два сына было у Лин-ди — Лю Бянь, сын от императрицы Хэ, и Лю Се (劉協), сын наложницы Ван. У Лин-ди умерло много детей в молодом возрасте, и он считал, что его сыновей должны воспитывать приёмные родители. Поэтому, когда родился Бянь, то его поручили волшебнику Ши Цзымяо (史子眇) которого называли «Хоу Ши». Позже, когда родился Се, его поручили вдовствующей императрице Дун, которую называли «Хоу Дун». Бянь родился от императрицы и был старшим, но Лин-ди считал, что он ведёт себя недостаточно царственно, и во многом склонялся к Се, но так и не выбрал.
Когда в этот же год Лин-ди скончался, могущественный евнух, Цзянь Шо, решил сначала убить брата императрицы Хэ — Хэ Цзиня и сделать принца Се императором, он собирался устроить ловушку для Хэ, на встрече. Хэ опередил его и провозгласил Бяня императором Шао-ди (известен как Хуннун-ван).

## Эпохи правления
- Цзяньнин (建寧 Jiànníng) 168—172
- Сипин (熹平 Xīpíng) 172—178
- Гуанхэ (光和 Guānghé) 178—184
- Чжунпин (中平 Zhōngpíng) 184—189

## Семья и дети
- отец
  - Лю Чан (劉萇), хоу Цзедутина, сын Лю Шу (劉淑), хоу Цзедутина, сына Лю Кая (劉開) вана Сяо Хэцзяня, сына императора Чжан-ди.
- мать
  - Дун (умерла в 189 году).
- жёны
  - императрица Сун (стала в 171 году, сослана и умерла в 178 году).
  - императрица Хэ (стала 180 году, умерла в 189 году), мать Хуннун-вана.
- главные наложницы
  - Ван, мать Лю Се (умерла в 181 году).
- дети
  - Лю Бянь (劉辯), Хуннун-ван, умер в 190 году.
  - Лю Се (劉協), сначала ван Бохая (стал в 189 году), потом ван Ченлю (в 189 году), наконец Сянь-ди.
  - принцесса Ваньниань (имя неизвестно, стала в 180 году).